# Machinda
Machinda è una città della Guinea Equatoriale. Si trova nella Provincia Litorale e ha 2.897 abitanti (2005).